# Văča
La Văča (bulgare : Въча ˈvətʃa) est une rivière du sud de la Bulgarie, l'un des principaux affluents de la Maritsa.